# 井本直步子
井本直步子（日语：／ Imoto Naoko，1976年5月20日—），日本前女子游泳运动员。她曾获得1994年亚洲运动会游泳比赛女子50米自由泳金牌。她也曾参加1996年亚特兰大夏季奥运会。